# Nazionale femminile di rugby a 7 della Francia
La nazionale di rugby a 7 femminile della Francia è la selezione femminile che rappresenta la Francia a livello internazionale nel rugby a 7.
A livello europeo partecipa al Sevens Grand Prix Series femminile, competizione che ha vinto due volte. Partecipa anche alla Coppa del Mondo femminile, fin dall'edizione inaugurale del 2009, ed è inoltre una delle squadre che competono nelle World Rugby Sevens Series femminili.
La nazionale francese si è qualificata al torneo olimpico inaugurale di rugby a 7 che si è disputato a Rio de Janeiro 2016, giungendo ai quarti di finale dove è stata sconfitta 15-5 dal Canada; alla fine ha terminato i Giochi piazzandosi al sesto posto.
Alla Coppa del Mondo 2018 si è piazzata al 2º posto dopo essere stata sconfitta in finale 29-0 dalla Nuova Zelanda, avendo in precedenza battuto 19-12 le campionesse olimpiche in carica dell'Australia in semifinale.

## Palmarès
- Sevens Grand Prix Series femminile: 2

2007, 2015
- Giochi olimpici

Tokyo 2020: medaglia d'argento

## Partecipazioni ai principali tornei internazionali
- 2016: 6º posto
- 2020:  2º posto

- 2009: semifinale Plate
- 2013: semifinale Bowl
- 2018:  2º posto

- 2012-13: 12º posto
- 2013-14: 8º posto
- 2014-15: 6º posto
- 2015-16: 5º posto
- 2016-17: 7º posto
- 2017-18:  3º posto
- 2018-19: 5º posto
- 2019-20: 4º posto

- 2003:  2º posto
- 2004:  3º posto
- 2005: 5º posto
- 2006: 6º posto
- 2007:  1º posto
- 2008: 5º posto
- 2009: 5º posto
- 2010:  3º posto
- 2011: 5º posto
- 2012:  3º posto
- 2013:  3º posto
- 2014:  2º posto
- 2015:  1º posto
- 2016:  2º posto
- 2017:  3º posto
- 2018:  2º posto
- 2019:  2º posto